# Auriac-du-Périgord
Pour les articles homonymes, voir Auriac et Périgord.
Auriac-du-Périgord est une commune française située dans le département de la Dordogne, en région Nouvelle-Aquitaine.

## Géographie

### Généralités
Dans l'est du département de la Dordogne, Auriac-du-Périgord est une commune du nord Sarladais.
Le bourg d'Auriac-du-Périgord, traversé par la route départementale (RD) 67, est situé dans la vallée de la Laurence. Il se trouve, en distances orthodromiques, cinq kilomètres au nord-nord-ouest de Montignac-Lascaux et six kilomètres au sud-est de Thenon.
La commune est également desservie au nord-est par la RD 65 menant à La Bachellerie.

### Communes limitrophes
Auriac-du-Périgord est limitrophe de sept autres communes, dont Fanlac au sud-ouest sur moins de 30 mètres, au lieu-dit les Quatre Bornes.
| Thenon       | Azerat             | La Bachellerie |
|              | Auriac-du-Périgord |                |
| Bars, Fanlac | Montignac-Lascaux  | Aubas          |

### Géologie et relief

#### Géologie
Situé sur la plaque nord du Bassin aquitain et bordé à son extrémité nord-est par une frange du Massif central, le département de la Dordogne présente une grande diversité géologique. Les terrains sont disposés en profondeur en strates régulières, témoins d'une sédimentation sur cette ancienne plate-forme marine. Le département peut ainsi être découpé sur le plan géologique en quatre gradins différenciés selon leur âge géologique. Auriac-du-Périgord est située dans le troisième gradin à partir du nord-est, un plateau formé de calcaires hétérogènes du Crétacé.
Les couches affleurantes sur le territoire communal sont constituées de formations superficielles du Quaternaire et de roches sédimentaires datant pour certaines du Cénozoïque, et pour d'autres du Mésozoïque. La formation la plus ancienne, notée c2b, date du Turonien inférieur à moyen, composée de calcaire graveleux, puis calcaires crayeux bioclastiques à rudistes passant latéralement à des calcarénites. La formation la plus récente, notée CFvs, fait partie des formations superficielles de type colluvions carbonatées de vallons secs : sable limoneux à débris calcaires et argile sableuse à débris. Le descriptif de ces couches est détaillé dans  la feuille « no 784 - Terrasson » de la carte géologique au 1/50 000 de la France métropolitaine, et sa notice associée.

Carte géologique d'Auriac-du-Périgord.

#### Relief et paysages

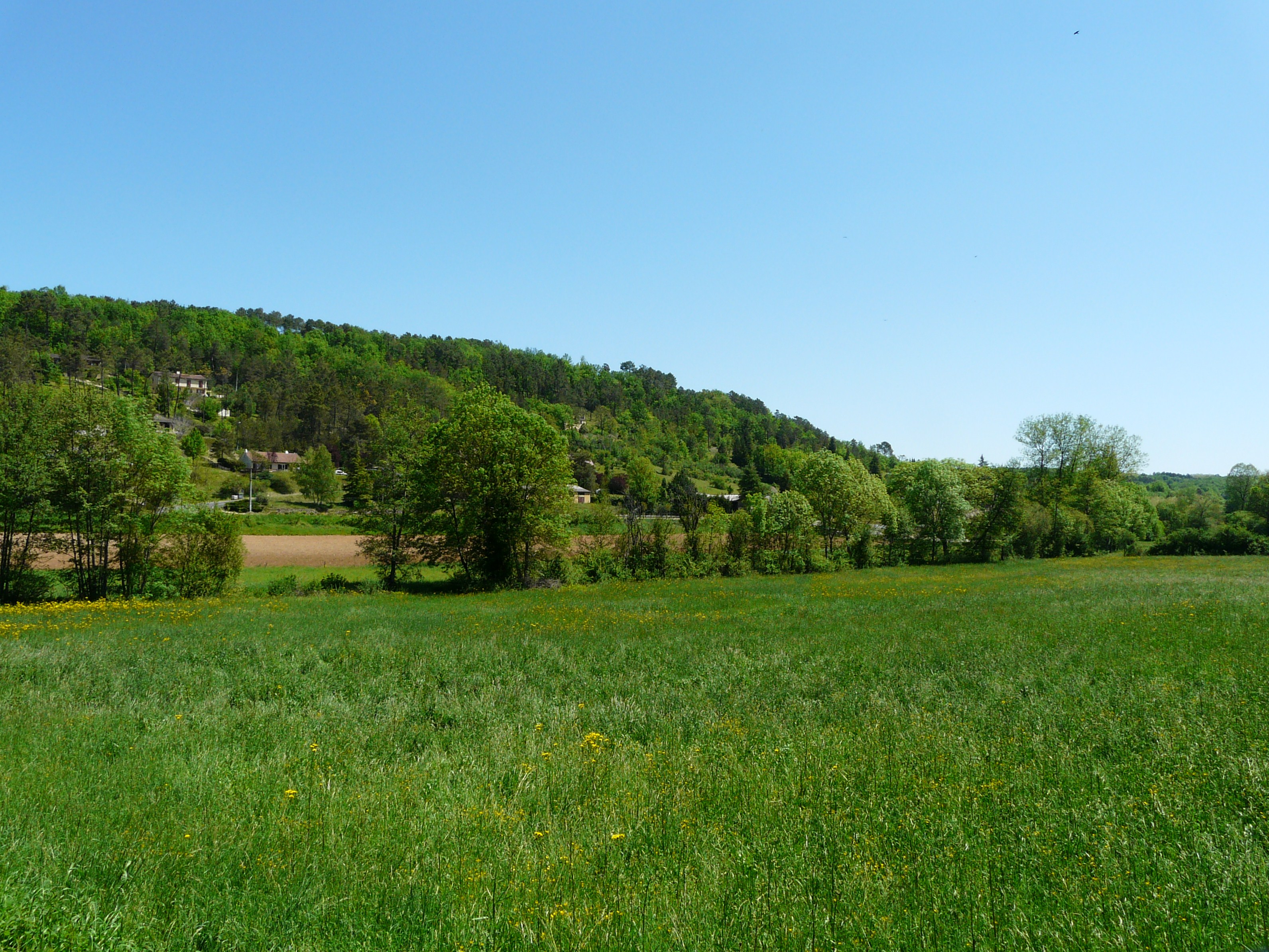
La vallée de la Laurence à l'ouest du bourg d'Auriac-du-Périgord.

Le département de la Dordogne se présente comme un vaste plateau incliné du nord-est (491 m, à la forêt de Vieillecour dans le Nontronnais, à Saint-Pierre-de-Frugie) au sud-ouest (2 m à Lamothe-Montravel). L'altitude du territoire communal varie quant à elle entre 93 m et 293 m,.
Dans le cadre de la Convention européenne du paysage entrée en vigueur en France le 1er juillet 2006, renforcée par la loi du 8 août 2016 pour la reconquête de la biodiversité, de la nature et des paysages, un atlas des paysages de la Dordogne a été élaboré sous maîtrise d’ouvrage de l’État et publié en octobre 2020. Les paysages du département s'organisent en huit unités paysagères et 14 sous-unités. La commune fait partie du Périgord noir, un paysage vallonné et forestier, qui ne s’ouvre que ponctuellement autour de vallées-couloirs et d’une multitude de clairières de toutes tailles. Il s'étend du nord de la Vézère au sud de la Dordogne (en amont de Lalinde) et est riche d’un patrimoine exceptionnel.
La superficie cadastrale de la commune publiée par l'Insee, qui sert de référence dans toutes les statistiques, est de 18,63 km2,,. La superficie géographique, issue de la BD Topo, composante du Référentiel à grande échelle produit par l'IGN, est quant à elle de 18,35 km2.

### Hydrographie

#### Réseau hydrographique
La commune est située dans le bassin de la Dordogne au sein du Bassin Adour-Garonne. Elle est drainée par la Laurence, le ruisseau Aygueparse et par divers petits cours d'eau, qui constituent un réseau hydrographique de 14 km de longueur totale,.
La Laurence, d'une longueur totale de 14,35 km, prend sa source dans la commune de Thenon et se jette dans la Vézère en rive droite à Montignac-Lascaux, face à la commune d'Aubas,. Elle traverse le territoire communal de l'ouest au sud-est sur environ six kilomètres.
Son affluent de rive gauche l'Aygueparse prend sa source 800 mètres au nord-nord-est du bourg et arrose la commune sur plus d'un kilomètre.

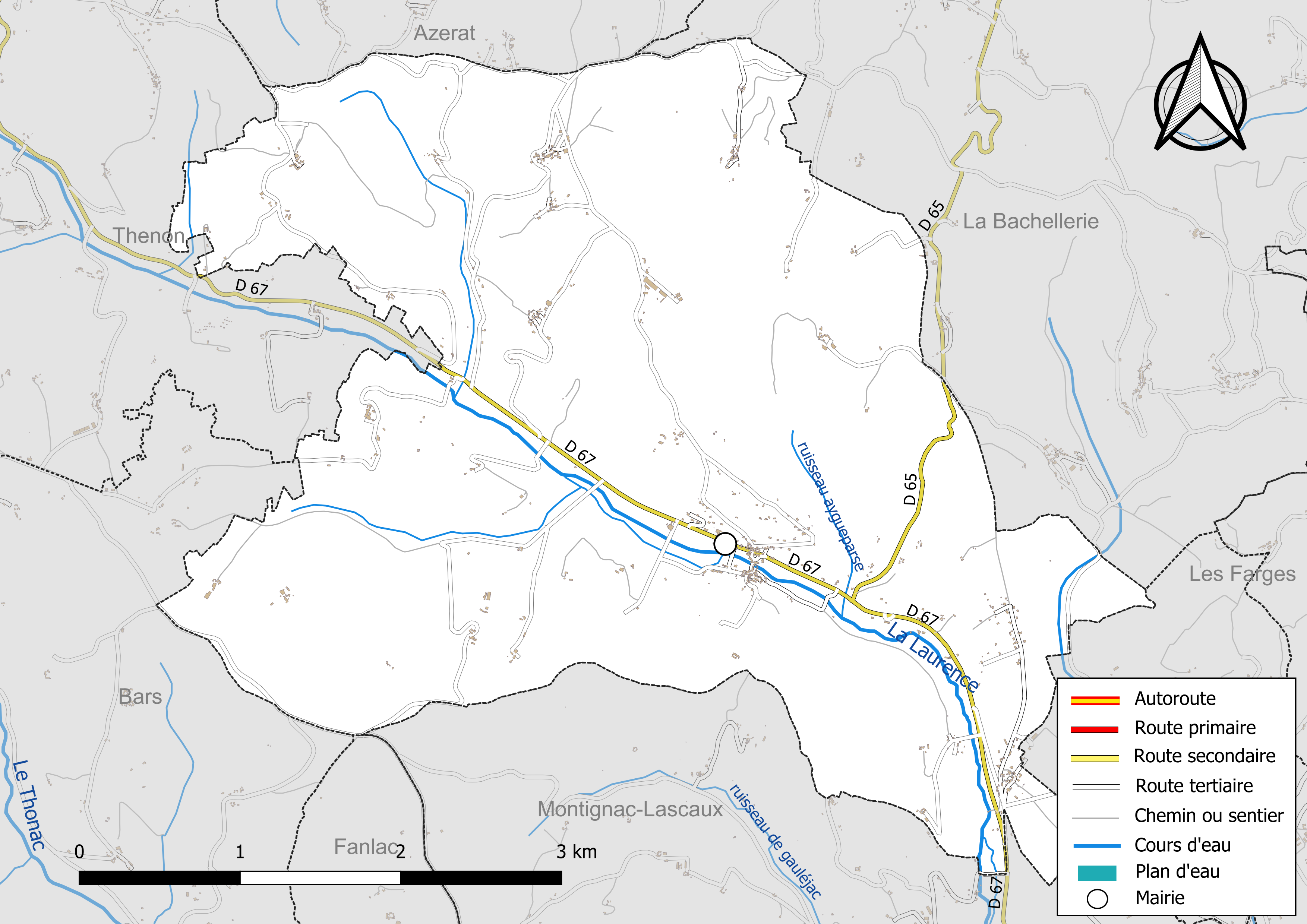
Réseaux hydrographique et routier d'Auriac-du-Périgord.
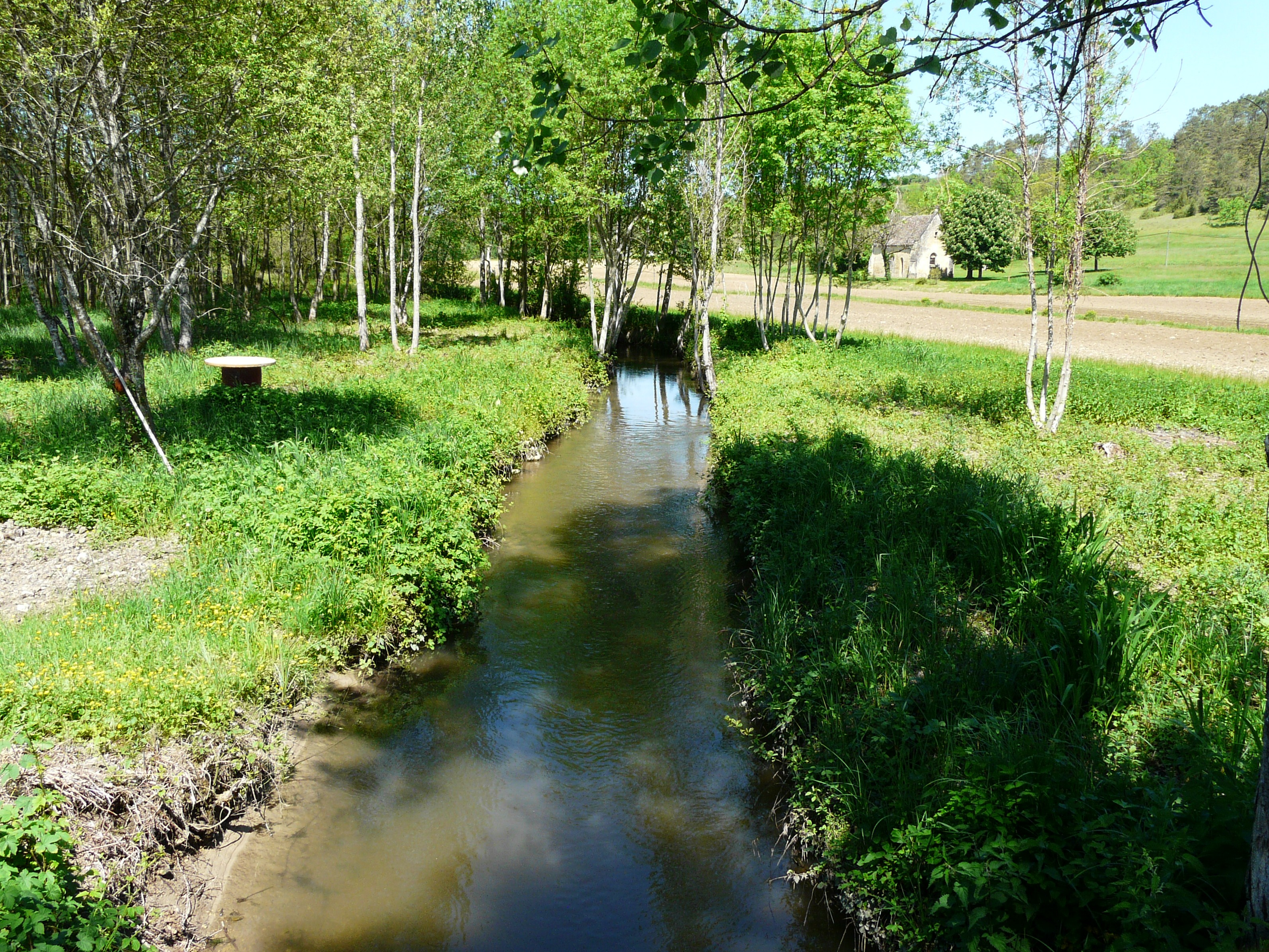
La Laurence en amont du pont près de la chapelle Saint-Rémy.
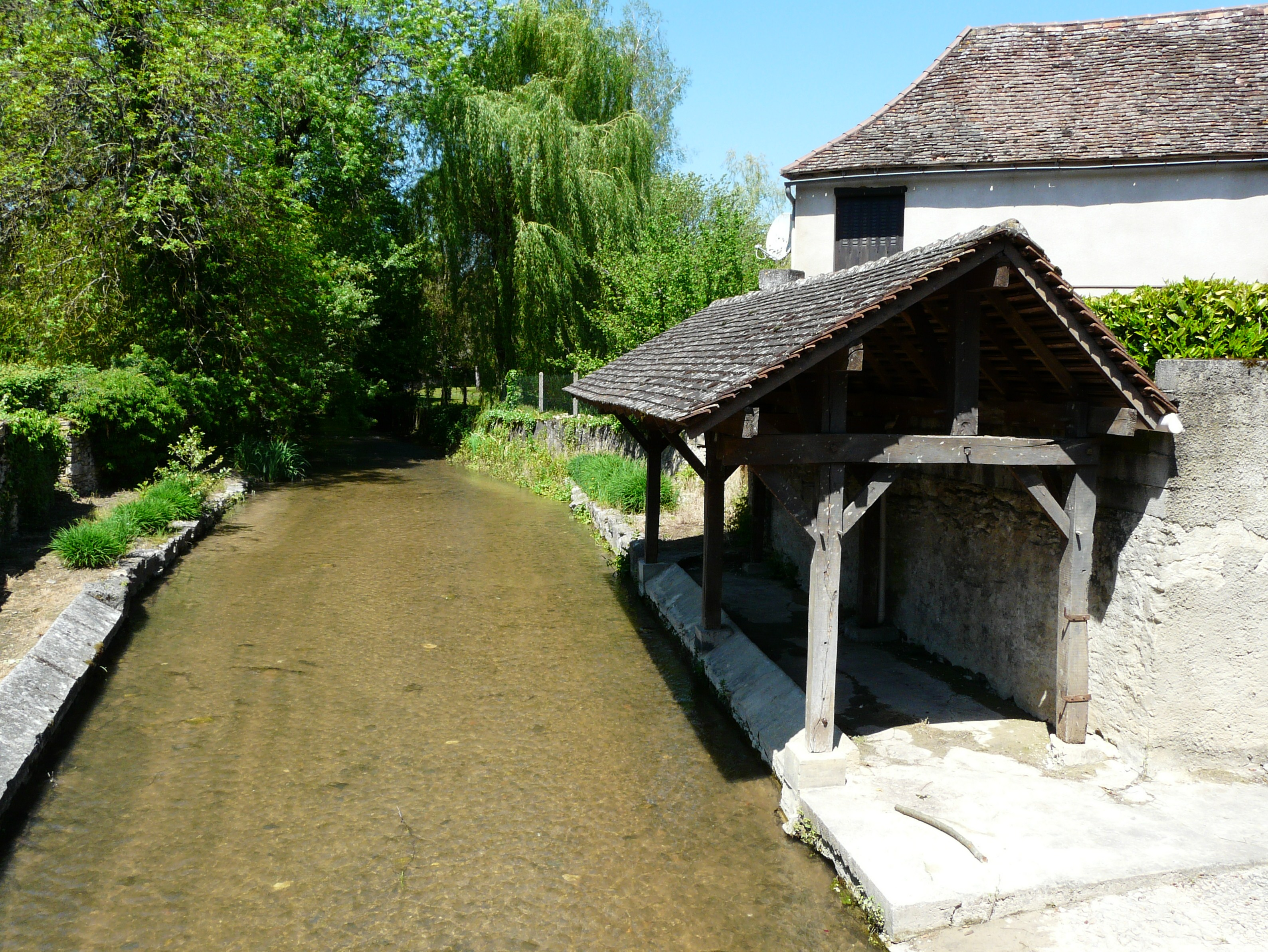
La Laurence dans le bourg d'Auriac-du-Périgord.

#### Gestion et qualité des eaux
Le territoire communal est couvert par le schéma d'aménagement et de gestion des eaux (SAGE) « Vézère-Corrèze ». Ce document de planification, dont le territoire regroupe les bassins versants de la Vézère et de la Corrèze, d'une superficie de 3 730 km2 est en cours d'élaboration. La structure porteuse de l'élaboration et de la mise en œuvre est le conseil départemental de la Corrèze. Il définit sur son territoire les objectifs généraux d’utilisation, de mise en valeur et de protection quantitative et qualitative des ressources en eau superficielle et souterraine, en respect des objectifs de qualité définis dans le troisième SDAGE  du Bassin Adour-Garonne qui couvre la période 2022-2027, approuvé le 10 mars 2022.
La qualité des eaux de baignade et des cours d’eau peut être consultée sur un site dédié géré par les agences de l’eau et l’Agence française pour la biodiversité.

### Climat
Pour des articles plus généraux, voir Climat de la Nouvelle-Aquitaine et Climat de la Dordogne.
Historiquement, la commune est exposée à un climat océanique aquitain.  
En 2020, Météo-France publie une typologie des climats de la France métropolitaine dans laquelle la commune est exposée à un climat océanique altéré et est dans la région climatique Ouest et nord-ouest du Massif Central, caractérisée par une pluviométrie annuelle de 900 à 1 500 mm, maximale en automne et en hiver.
Pour la période 1971-2000, la température annuelle moyenne est de 12,2 °C, avec  une amplitude thermique annuelle de 14,9 °C. Le cumul annuel moyen de précipitations est de 949 mm, avec 13,1 jours de précipitations en janvier et 6,9 jours en juillet. Pour la période 1991-2020, la température moyenne annuelle observée sur la station météorologique la plus proche, située sur la commune de Thenon à 6 km à vol d'oiseau, est de 12,9 °C et le cumul annuel moyen de précipitations est de 907,1 mm,. Pour l'avenir, les paramètres climatiques de la commune estimés pour 2050 selon différents scénarios d’émission de gaz à effet de serre sont consultables sur un site dédié publié par Météo-France en novembre 2022.

## Urbanisme

### Typologie
Au 1er janvier 2024, Auriac-du-Périgord est catégorisée commune rurale à habitat très dispersé, selon la nouvelle grille communale de densité à 7 niveaux définie par l'Insee en 2022.
Elle est située hors unité urbaine et hors attraction des villes,.

### Occupation des sols
L'occupation des sols de la commune, telle qu'elle ressort de la base de données européenne d’occupation biophysique des sols Corine Land Cover (CLC), est marquée par l'importance des forêts et milieux semi-naturels (53,9 % en 2018), une proportion sensiblement équivalente à celle de 1990 (54 %). La répartition détaillée en 2018 est la suivante : 
forêts (53,9 %), zones agricoles hétérogènes (29,1 %), prairies (15,1 %), terres arables (1,9 %). L'évolution de l’occupation des sols de la commune et de ses infrastructures peut être observée sur les différentes représentations cartographiques du territoire : la carte de Cassini (XVIIIe siècle), la carte d'état-major (1820-1866) et les cartes ou photos aériennes de l'IGN pour la période actuelle (1950 à aujourd'hui).

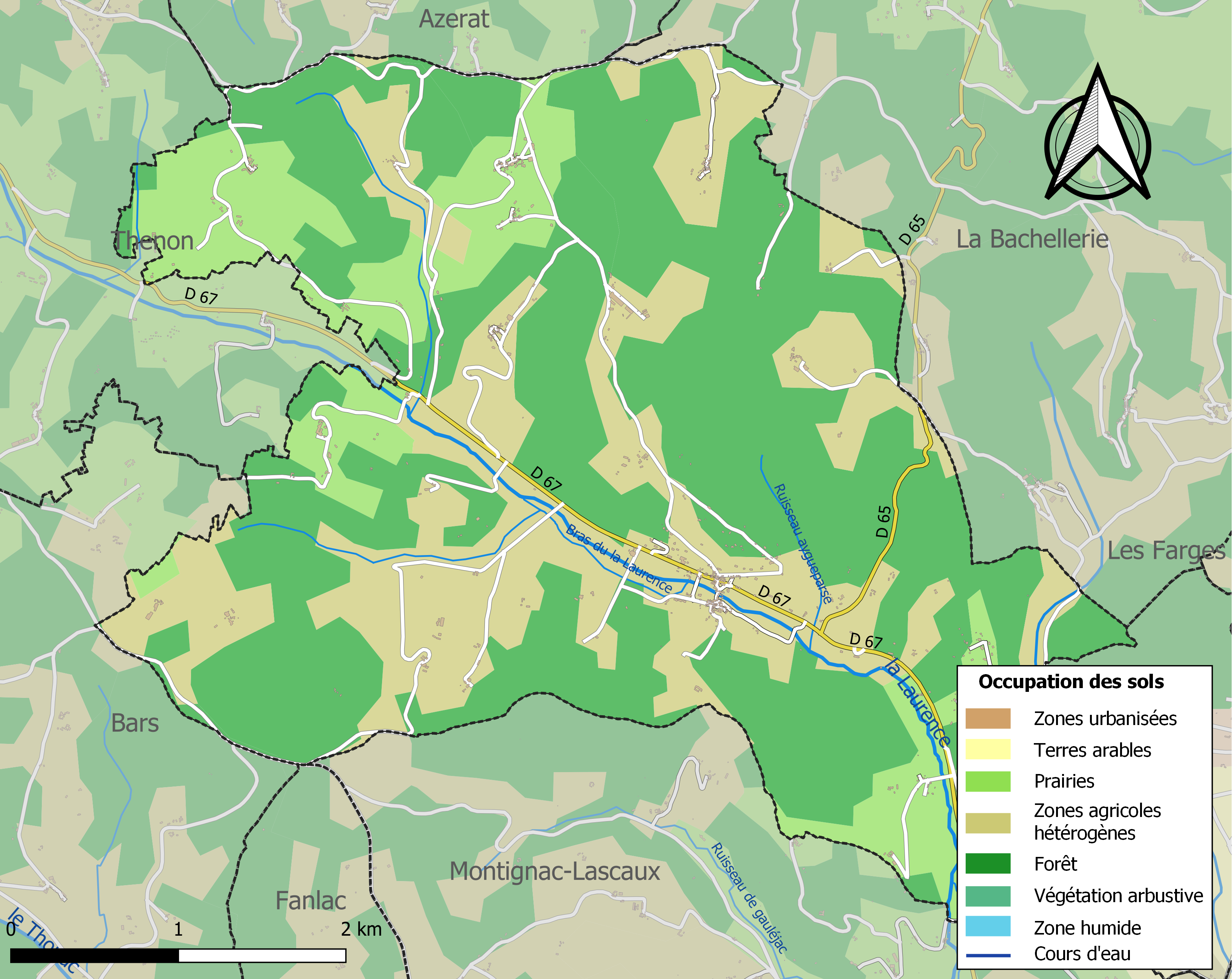
Carte des infrastructures et de l'occupation des sols de la commune en 2018 (CLC).

### Villages, hameaux et lieux-dits
Outre le bourg d'Auriac-du-Périgord proprement dit, le territoire se compose d'autres villages ou hameaux, ainsi que de lieux-dits :
- Beaupuy
- Bel Arbre
- la Bonnelie
- la Borde
- la Borie
- le Bos
- le Bourdeil
- la Boussinette
- la Boutade
- la Bouyerie
- le Caillaugué
- le Chapial
- Château de la Faye
- le Combal
- le Coustal
- le Deffeix
- les Faux
- Foncroze
- Fonfaye
- la Garenne
- la Genèbre
- Jaillieix
- la Jarthe
- Labeylie
- la Lande
- Lescure du Mas
- Leycheyrie
- Leyrodie
- Mandrel
- le Mas
- Mazerat
- le Monteil
- le Moulin de Ségelard
- la Nicote
- les Palisses
- les Plantades
- Porcher
- le Puy
- la Reille
- Saint-Remy
- Saint-Vicq
- le Salvié
- Ségelard
- le Treuil
- le Trou du Renard
- les Vergnes
- Vialot
- le Vignal
- la Vigne.

### Prévention des risques
Le territoire de la commune d'Auriac-du-Périgord est vulnérable à différents aléas naturels : météorologiques (tempête, orage, neige, grand froid, canicule ou sécheresse), feux de forêts, mouvements de terrains et séisme (sismicité très faible). Un site publié par le BRGM permet d'évaluer simplement et rapidement les risques d'un bien localisé soit par son adresse soit par le numéro de sa parcelle.
Auriac-du-Périgord est exposée au risque de feu de forêt. L’arrêté préfectoral du 14 mars 2013 fixe les conditions de pratique des incinérations et de brûlage dans un objectif de réduire le risque de départs d’incendie. À ce titre, des périodes sont déterminées : interdiction totale du 15 février au 15 mai et du 15 juin au 15 octobre, utilisation réglementée du 16 mai au 14 juin et du 16 octobre au 14 février. En septembre 2020, un plan inter-départemental de protection des forêts contre les incendies (PidPFCI) a été adopté pour la période 2019-2029,.

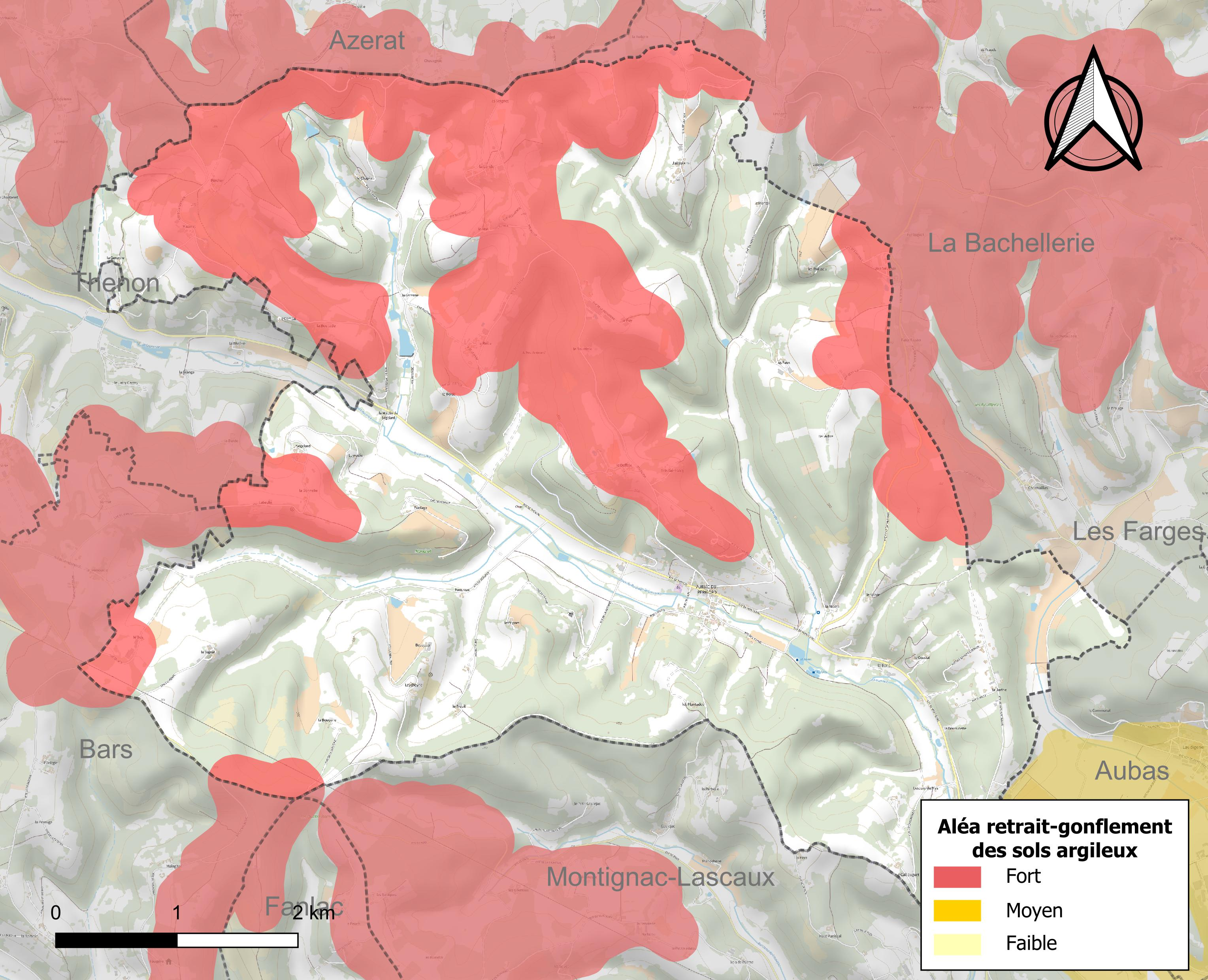
Carte des zones d'aléa retrait-gonflement des sols argileux d'Auriac-du-Périgord.

Les mouvements de terrains susceptibles de se produire sur la commune sont des tassements différentiels. Le retrait-gonflement des sols argileux est susceptible d'engendrer des dommages importants aux bâtiments en cas d’alternance de périodes de sécheresse et de pluie. 30,5 % de la superficie communale est en aléa moyen ou fort (58,6 % au niveau départemental et 48,5 % au niveau national métropolitain). Depuis le 1er octobre 2020, en application de la loi ÉLAN, différentes contraintes s'imposent aux vendeurs, maîtres d'ouvrages ou constructeurs de biens situés dans une zone classée en aléa moyen ou fort,.
La commune a été reconnue en état de catastrophe naturelle au titre des dommages causés par les inondations et coulées de boue survenues en 1982, 1983, 1999 et 2008, par la sécheresse en 1989 et par des mouvements de terrain en 1999.

## Toponymie
Le nom de la localité est attesté sous la forme latine Auriacum en 1365,.
Le nom de la commune vient du nom d'un personnage gallo-roman, Aureus suivi du suffixe -acum, correspondant au « domaine d'Aureus ».
En occitan, la commune porte le nom d'Auriac de Perigòrd.

## Histoire
La construction de l'église date du XIIe siècle. La première mention écrite connue du lieu remonte au siècle suivant sous la forme Auriacum.
En 1925, la commune d'Auriac-de-Montignac change de nom et devient Auriac-du-Périgord.

## Politique et administration

### Administration municipale
La population de la commune étant comprise entre 100 et 499 habitants au recensement de 2017, onze conseillers municipaux ont été élus en 2020,.

### Liste des maires
| Période                                  | Période  | Identité            | Étiquette | Qualité            |
| ---------------------------------------- | -------- | ------------------- | --------- | ------------------ |
| Les données manquantes sont à compléter. |          |                     |           |                    |
|                                          |          |                     |           |                    |
| avant 1988                               | 1989     | René Laroche        |           |                    |
| 1989                                     | 2001     | Paul Duvaleix       | PS        | Député (1988-1993) |
| mars 2001 (réélue en mai 2020)           | En cours | Mme Dominique Duruy | UMP-LR    | Sans profession    |

## Équipements et services publics

### Justice
Dans le domaine judiciaire, Auriac-du-Périgord relève : 
- du tribunal judiciaire, du tribunal pour enfants, du conseil de prud'hommes et du tribunal de commerce de Périgueux ;
- du pôle Nationalité du tribunal judiciaire de Périgueux (compétent uniquement dans le domaine de la nationalité) ;
- de la cour d'appel, du tribunal administratif et de la cour administrative d'appel de Bordeaux.

## Population et société

### Démographie
Les habitants d'Auriac-du-Périgord se nomment les Auriacois.
L'évolution du nombre d'habitants est connue à travers les recensements de la population effectués dans la commune depuis 1793. Pour les communes de moins de 10 000 habitants, une enquête de recensement portant sur toute la population est réalisée tous les cinq ans, les populations de référence des années intermédiaires étant quant à elles estimées par interpolation ou extrapolation. Pour la commune, le premier recensement exhaustif entrant dans le cadre du nouveau dispositif a été réalisé en 2004.

En 2022, la commune comptait 400 habitants, en évolution de +6,1 % par rapport à 2016 (Dordogne : +0,37 %, France hors Mayotte : +2,11 %).
| 1793  | 1800  | 1806  | 1821 | 1831  | 1836  | 1841  | 1846  | 1851  |
| ----- | ----- | ----- | ---- | ----- | ----- | ----- | ----- | ----- |
| 1 044 | 1 038 | 1 048 | 891  | 1 145 | 1 198 | 1 200 | 1 151 | 1 182 |

| 1856  | 1861  | 1866  | 1872  | 1876  | 1881  | 1886 | 1891 | 1896 |
| ----- | ----- | ----- | ----- | ----- | ----- | ---- | ---- | ---- |
| 1 204 | 1 202 | 1 149 | 1 065 | 1 127 | 1 088 | 974  | 805  | 743  |

| 1901 | 1906 | 1911 | 1921 | 1926 | 1931 | 1936 | 1946 | 1954 |
| ---- | ---- | ---- | ---- | ---- | ---- | ---- | ---- | ---- |
| 739  | 727  | 706  | 575  | 565  | 515  | 524  | 452  | 399  |

| 1962 | 1968 | 1975 | 1982 | 1990 | 1999 | 2004 | 2006 | 2009 |
| ---- | ---- | ---- | ---- | ---- | ---- | ---- | ---- | ---- |
| 356  | 338  | 316  | 333  | 377  | 398  | 402  | 409  | 419  |

| 2014 | 2019 | 2022 | - | - | - | - | - | - |
| ---- | ---- | ---- | - | - | - | - | - | - |
| 388  | 399  | 400  | - | - | - | - | - | - |

## Économie

### Emploi
En 2021, parmi la population communale comprise entre 15 et 64 ans, les actifs représentent 172 personnes, soit 42,9 % de la population municipale. Le nombre de chômeurs (23) a diminué par rapport à 2015 (26) et le taux de chômage de cette population active s'établit à 13,5 %.

### Activités hors agriculture
42 établissements marchands non agricoles sont économiquement actifs en 2021 à Auriac-du-Périgord,.
| Secteur d'activité                                                                                        | Commune | Commune | Département |
| Secteur d'activité                                                                                        | Nombre  | %       | %           |
| --- | ------- | ------- | ----------- |
| Ensemble                                                                                                  | 42      |         |             |
| Industrie manufacturière, industries extractives et autres                                                | 4       | 9,5 %   | (8,4 %)     |
| Construction                                                                                              | 11      | 26,2 %  | (13,4 %)    |
| Commerce de gros et de détail, transports, hébergement et restauration                                    | 12      | 28,6 %  | (28,2 %)    |
| Information et communication                                                                              | 0       | 0,0 %   | (1,8 %)     |
| Activités financières et d'assurance                                                                      | 0       | 0,0 %   | (3,6 %)     |
| Activités immobilières                                                                                    | 0       | 0,0 %   | (6,7 %)     |
| Activités spécialisées, scientifiques et techniques et activités de services administratifs et de soutien | 8       | 19 %    | (15 %)      |
| Administration publique, enseignement, santé humaine et action sociale                                    | 2       | 4,8 %   | (12,8 %)    |
| Autres activités de services                                                                              | 5       | 11,9 %  | (10,1 %)    |

Le secteur du commerce de gros et de détail, des transports, de l'hébergement et de la restauration est prépondérant sur la commune puisqu'il représente 28,6 % du nombre total d'établissements de la commune (12 sur les 42 entreprises implantées  à Auriac-du-Périgord), contre 28,2 % au niveau départemental.

### Agriculture
La commune est dans le « Périgord Noir », une petite région agricole dans le département de la Dordogne. En 2020, l'orientation technico-économique de l'agriculture  sur la commune est l'élevage d'équidés et/ou d' autres herbivores. 
|               | 1988 | 2000 | 2010 | 2020 |
| ------------- | ---- | ---- | ---- | ---- |
| Exploitations | 35   | 27   | 19   | 14   |
| SAU (ha)      | 726  | 696  | 568  | 465  |

Le nombre d'exploitations agricoles en activité et ayant leur siège dans la commune est passé de 35 lors du recensement agricole de 1988  à 27 en 2000 puis à 19 en 2010 et enfin à 14 en 2020, soit une baisse de 60 % en 32 ans. Le même mouvement est observé à l'échelle du département qui a perdu pendant cette période 60 % de ses exploitations (passant de 15 825 à 6 328),. La surface agricole utilisée sur la commune a également diminué, passant de 726 ha en 1988 à 465 ha en 2020. Parallèlement la surface agricole utilisée moyenne par exploitation a augmenté, passant de 21 à 33 ha.

## Culture locale et patrimoine

### Lieux et monuments
Trois monuments de la commune sont inscrits au titre des monuments historiques :
- la chapelle Saint-Rémy[60] ;
- l'église Saint-Étienne des XIIe et XIVe siècles[61] ;
- le château de la Faye[62].

Autre monument remarquable :
- La cabane en pierre sèche à la Nicote.

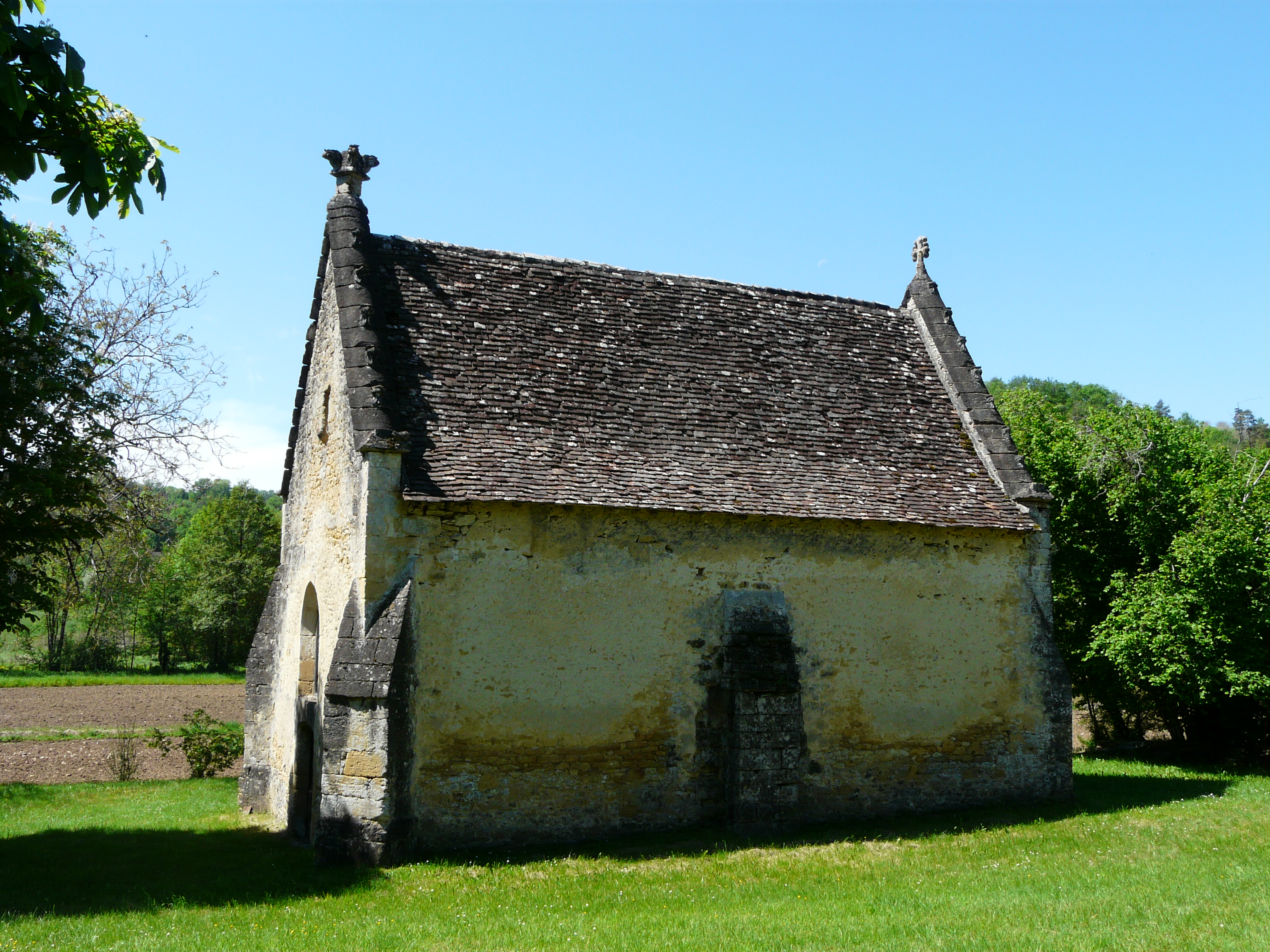
La chapelle Saint-Rémy.
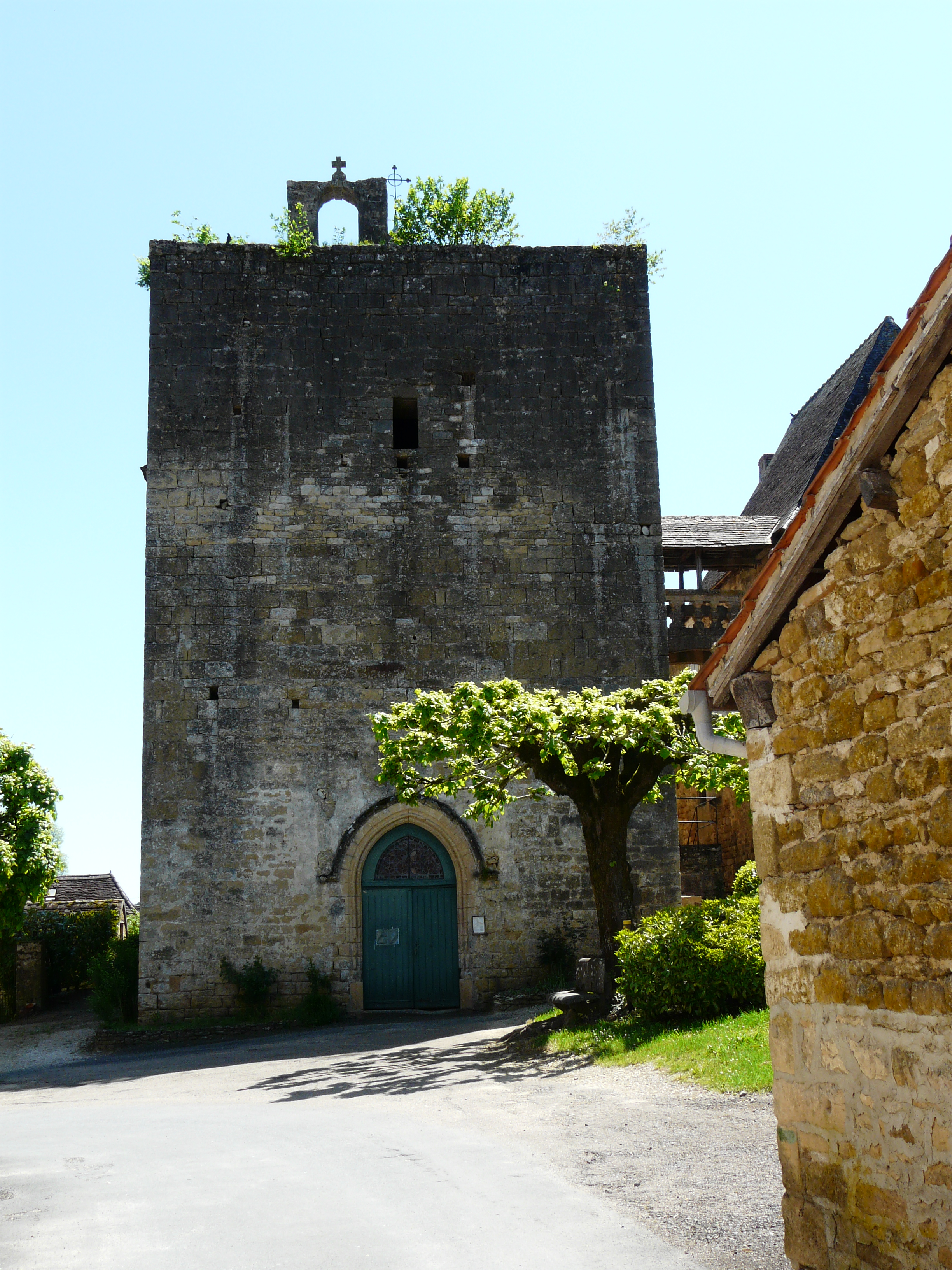
La façade occidentale de l'église Saint-Étienne.
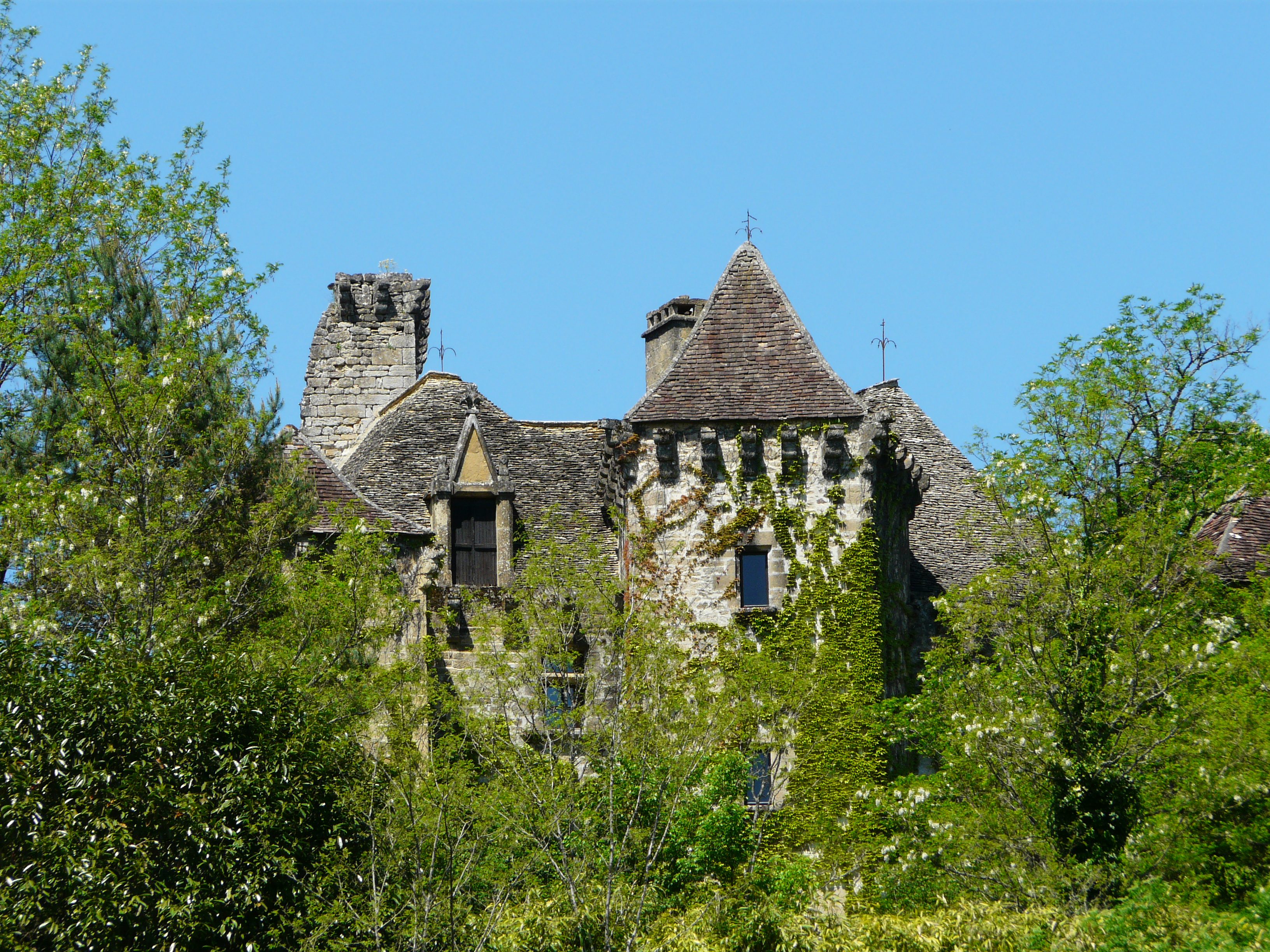
Le château de la Faye.

### Personnalités liées à la commune
- Paul Duvaleix (1929-2005), maire de la commune à partir de 1989, est député de la Dordogne de 1988 à 1993.

## Pour approfondir